# Mostardas
Mostardas là một đô thị thuộc bang Rio Grande do Sul, Brasil. Đô thị này có diện tích 1983,1 km², dân số năm 2007 là 11904 người, mật độ 6 người/km².